# Autoroute A432 (France)
L'autoroute A432 relie l'A46 (commune de Miribel) à l'A43 (commune de Saint-Laurent-de-Mure) en desservant l'aéroport de Lyon-Saint-Exupéry et la banlieue est de Lyon (Meyzieu, Décines, Villette d'Anthon, Pont de Chéruy, Charvieu..) Un échangeur au niveau de La Boisse permet une connexion avec l'A42. Il s'agit du troisième et plus extérieur contournement est de Lyon, les deux autres étant le boulevard périphérique et l'A46.

## Caractéristiques
- 2 × 3 voies depuis l'A43 jusqu'à l’embranchement sud pour l'aéroport de Lyon Saint Exupéry (sortie no 5). Payant. Concédé à l'AREA (5 km[1]).
- 2 × 2 voies pour le reste, concédé à l'APRR (31 km[1]). Gratuit sur le contournement de l'aéroport (entre la sortie no 3 et la sortie no 5), payant ensuite jusqu'à l'A46. Il y a une voie supplémentaire véhicules lents dans le sens de la montée sur le viaduc de la Côtière et la tranchée qui lui fait suite.

## Historique

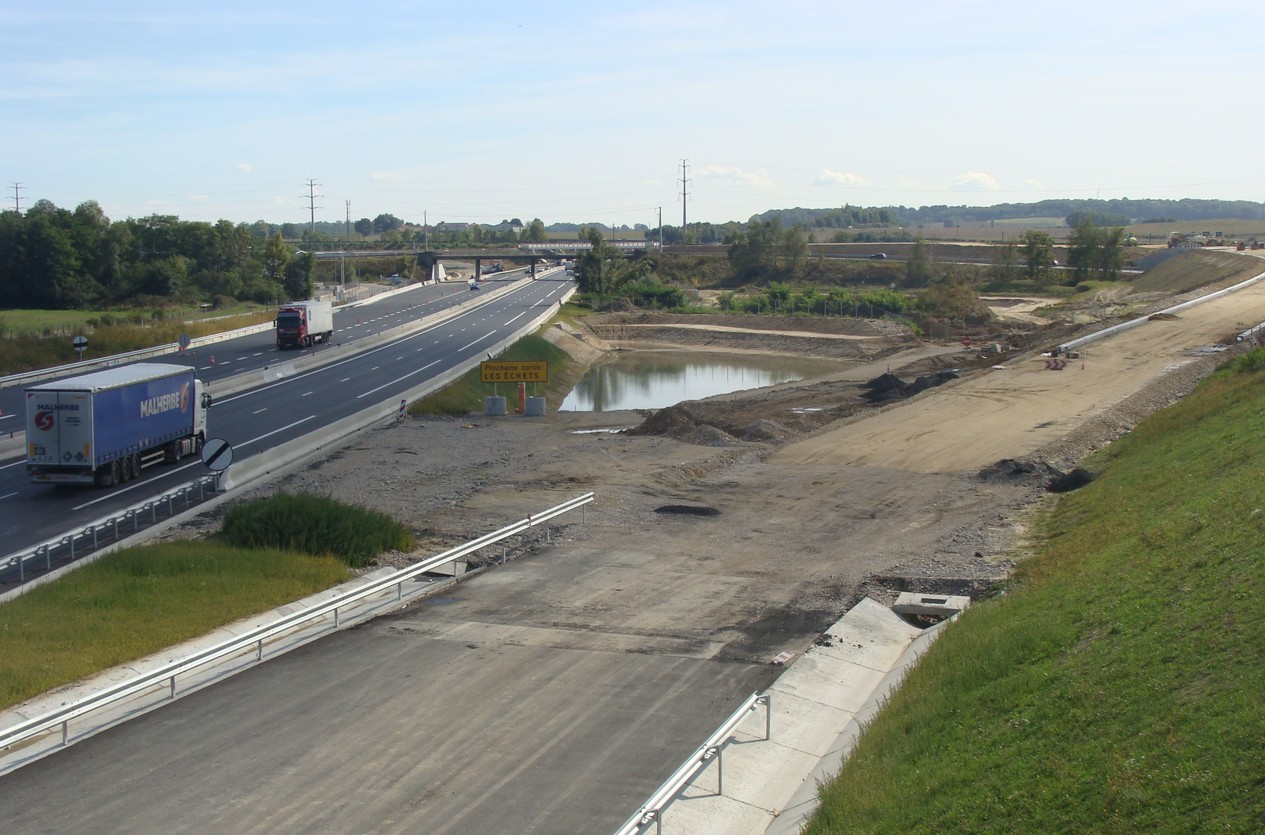
Travaux de terrassement de l'A432 au niveau de la bifurcation depuis l'A46 aux Échets (sens nord-sud) en octobre 2010.

- 1975 : mise en service du premier tronçon, entre l'A43 (Poulieu-Sud) et Saint-Laurent-de-Mure pour desservir l'aéroport de Lyon-Satolas (à l'époque) par le sud. Initialement nommé A430.
- 1991 : mise en service du tronçon entre l'A42 (la Boisse) et Villette d'Anthon pour la desserte de l'aéroport par le nord. Réalisée en parallèle et simultanément à la LGV Rhône-Alpes. La partie nord jusqu'au pont sur le Rhône inclus est à double sens sur une seule chaussée alors que la moitié sud vers l'aéroport est directement en 2 × 2 voies.
- 2003 : jonction entre les tronçons nord et sud par une nouvelle section en 2 × 2 voies passant à l'est de l'aéroport. La partie nord est aussi mise intégralement en 2 × 2 voies. Le segment sud entre l'A43 et la sortie  5 est élargie à 2 × 3 voies.
- 2011 : le dernier tronçon, d'une longueur de 12 km entre Les Échets et la Boisse, est mis en service le 10 février 2011. Il relie l’autoroute A42 à l'autoroute A46-nord, 18 km avant son raccordement à l'autoroute A6. Il a impliqué la réalisation du viaduc de la Côtière d'une longueur de 1 210 m[2]. Toujours parallèle à la LGV Rhône-Alpes.
- Entre 2012 et 2013, les deux bretelles de l'échangeur situé à l'extrémité sud de l'autoroute, permettant le raccordement avec l'A43, ont été reconfigurées une dans le sens Chambéry/Grenoble ↔ Saint-Exupéry et l'autre dans le sens inverse. Le chantier consistait en une mise à 2 voies de ces bretelles[3]. Cela a nécessité la construction d'un nouveau pont sur l'A43, la bretelle Saint-Exupéry ↔ Chambéry/Grenoble étant construite en tracé neuf. Cette reconfiguration a été adaptée pour accueillir le futur prolongement vers le Sud de Lyon[4].

## Sorties
Section concédée à APRR et payante (sauf les sorties 3 et 4).
- Échangeur entre A46 et A432 à 0 km : Paris, Villefranche-sur-Saône, Mâcon, Dijon, Clermont-Ferrand (demi-échangeur)
- Échangeur entre A42 et A432 à 11,5 km : Lyon, Strasbourg, Genève, Bourg-en-Bresse (tiers-échangeur)
- Péage de la Boisse à 12,2 km (à système ouvert).
- 3 Pusignan à 20,7 km : Aéroport de Lyon-Saint-Exupéry, Villette-d'Anthon, Meyzieu, Pont-de-Chéruy, Charvieu-Chavagneux, Pusignan
- 4 Saint-Laurent-de-Mure à 29,5 km : Saint-Laurent-de-Mure, Saint-Bonnet-de-Mure, Colombier-Saugnieu (demi échangeur).

Section concédée à AREA et payante.
- 5 Aéroport de Lyon-Saint-Exupéry à 31,5 km : Aéroport de Lyon-Saint-Exupéry, Saint-Laurent-de-Mure, Colombier-Saugnieu (demi-échangeur).
- Péage de Saint-Exupéry (à système ouvert) (de et vers Lyon).
- Échangeur entre A43 et A432 à 35 km : Lyon, Saint-Étienne, Marseille, Grenoble, Chambéry, L'Isle-d'Abeau

## Lieu sensible

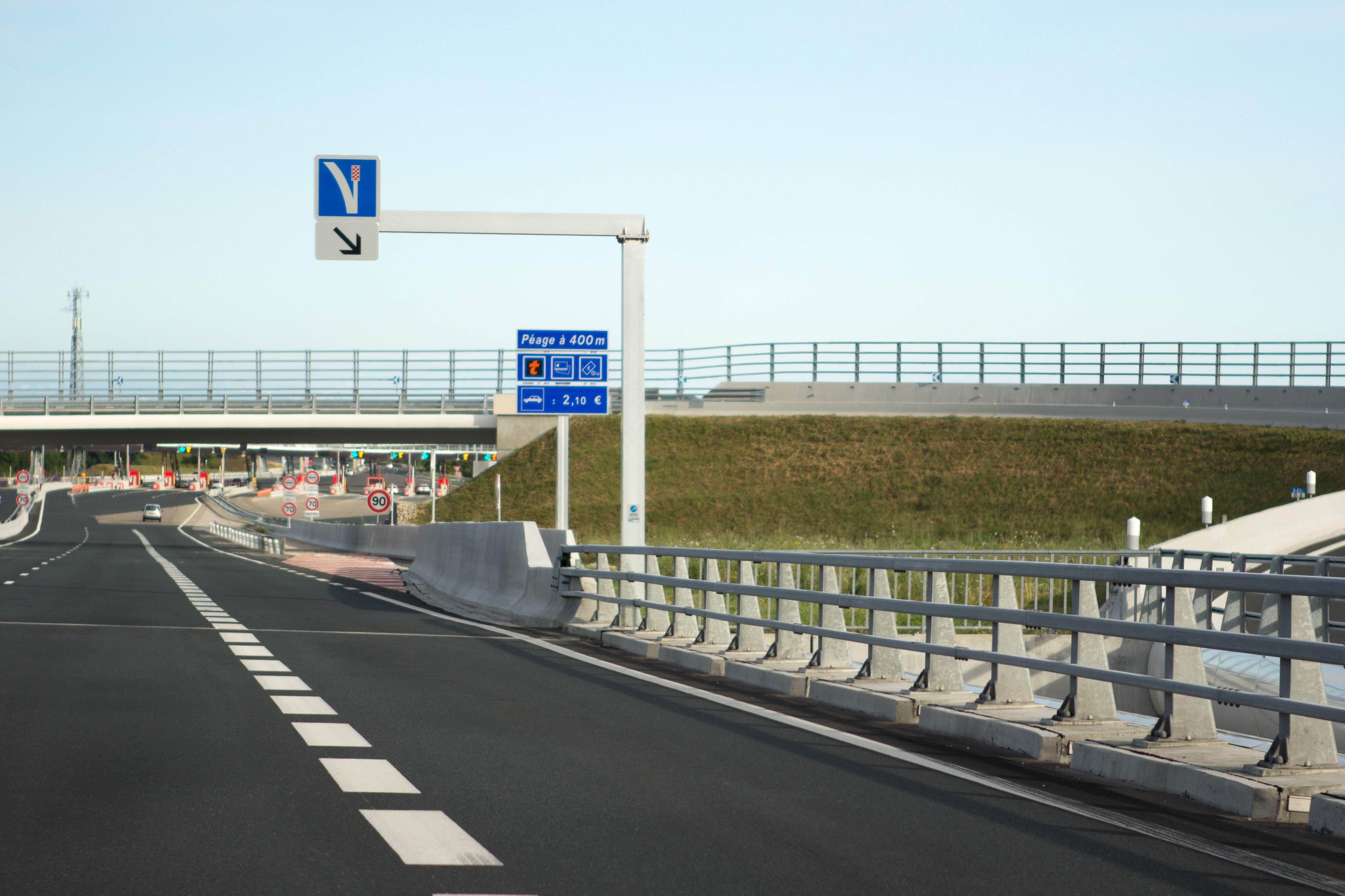
Lit d'arrêt d'urgence à la fin de la descente du plateau de la Dombes.

Le principal point sensible de l’autoroute est la descente vers la vallée du Rhône depuis le plateau de la Dombes dans le sens nord-sud. Un lit d'arrêt d'urgence, situé à la fin de la pente juste avant la barrière de péage de La Boisse, permet de stopper les véhicules ayant des problèmes de freinage.
Les abords de la sortie 3 Lyon-Est - Villette d'Anthon sont très chargés en heures de pointe.

## Trafic

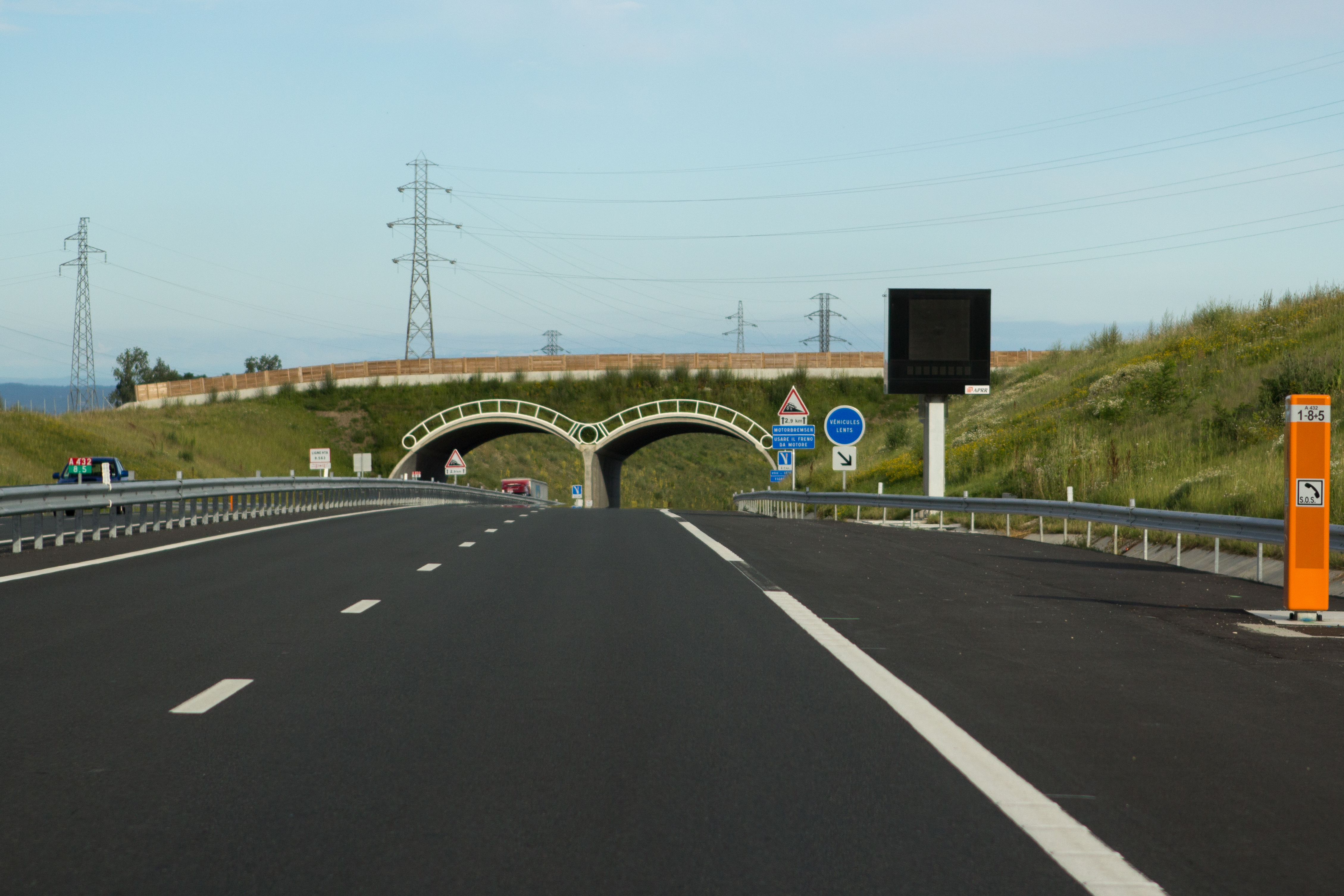
Autoroute A432, au PK 8.5 de la section ouverte le 19 février 2011.

En 2003, l’A432 comptait 19 900 véhicules par jour sur la section A43 ↔ Aéroport Lyon-Saint-Exupéry contre 13 700 en 1995. Le tronçon central comptait seulement 9 900 véhicules par jour contre 3 500 en 1995 à la suite de la construction de la deuxième chaussée de l’autoroute.
En 2011, le trafic de la section Les Échets ↔ La Boisse est estimé à 15 000 véhicules par jour.
L’A432 est considérée comme le troisième contournement de Lyon, l’A46 Nord compte alors 53 200 véhicules par jour et la N 346 en compte plus de 80 000.

## Avenir
Sur le dernier tronçon ouvert en février 2011, le trafic estimé sera de 12 000 véhicules par jour en 2011, ce qui permettra de diminuer le trafic de 7 000 à 9 000 véhicules par jour sur les axes actuels A46 et A42.
Au sud, le prolongement de l'A432 vers l'A7 au niveau de Vienne, Chanas ou Valence a été évoqué dans les années 1990. Il aurait permis, avec le prolongement nord, de constituer une rocade de seconde couronne pour l'agglomération lyonnaise, déchargeant ainsi l'autoroute A46 sur les axes Marseille - Strasbourg et Grenoble - Paris. Ce projet a pu sembler,  abandonné, pour revenir à la fin de la décennie 2010 sous la forme d'un double "shunt" aux niveaux de Manissieux et de Ternay, près de Givors. En 2023 le projet est repris par des élus de la métropole de Lyon mais il est contesté par d'autres élus.

## Galerie de photographies

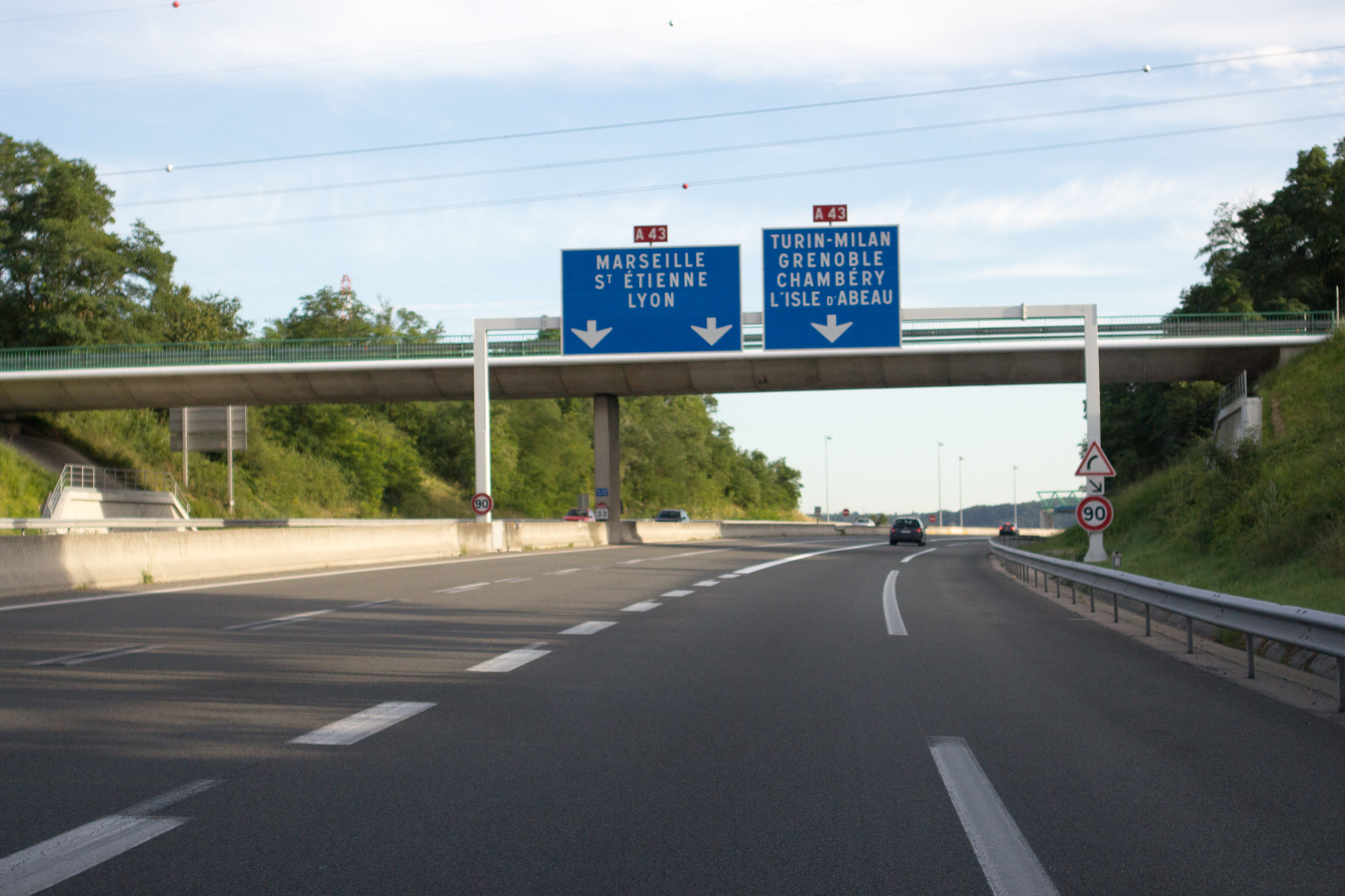
Bifurcation A432-A43, sens nord-sud.
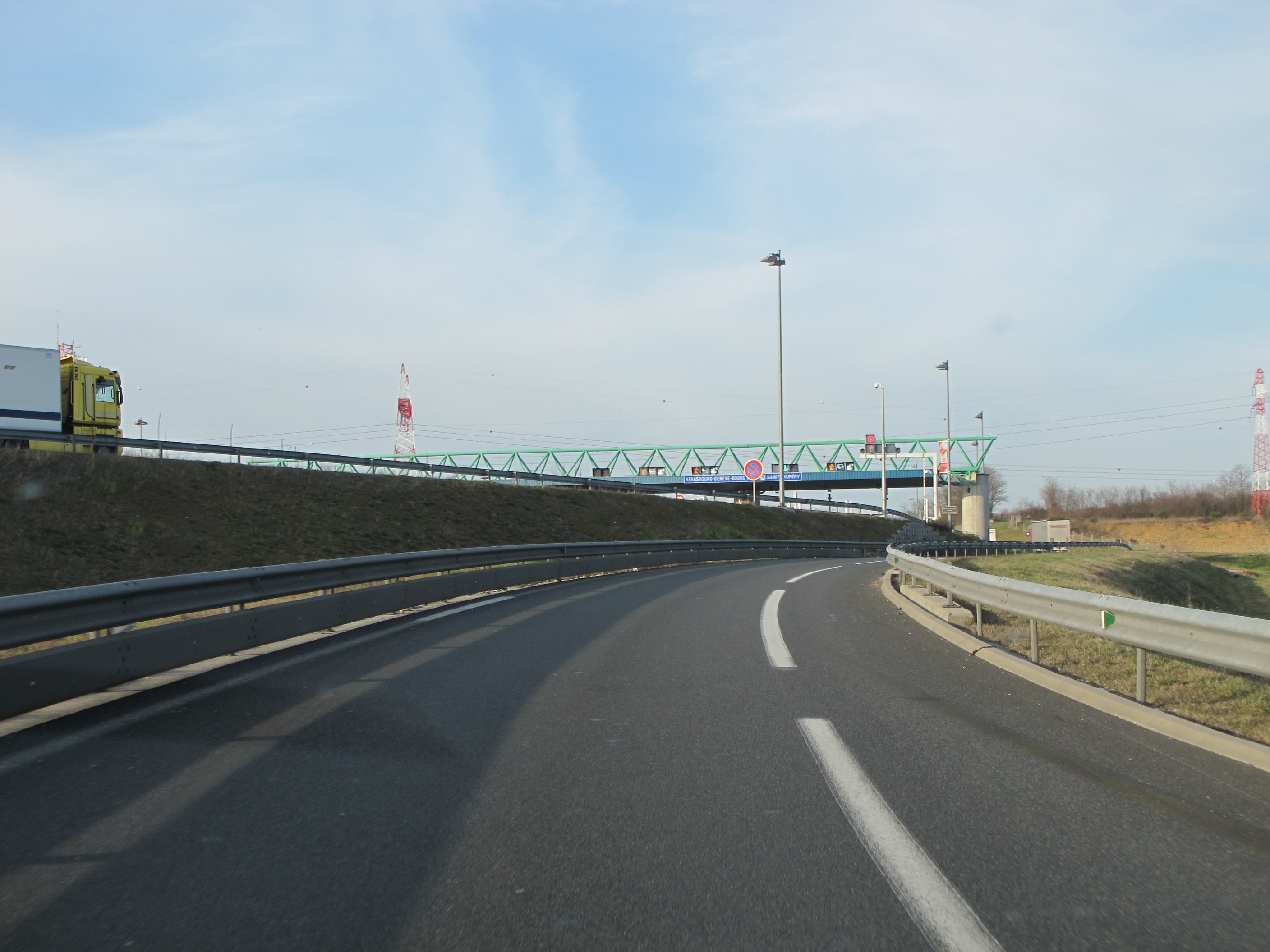
Bifurcation A43-A432, sens sud-nord, et barrière de péage de Saint-Exupéry.
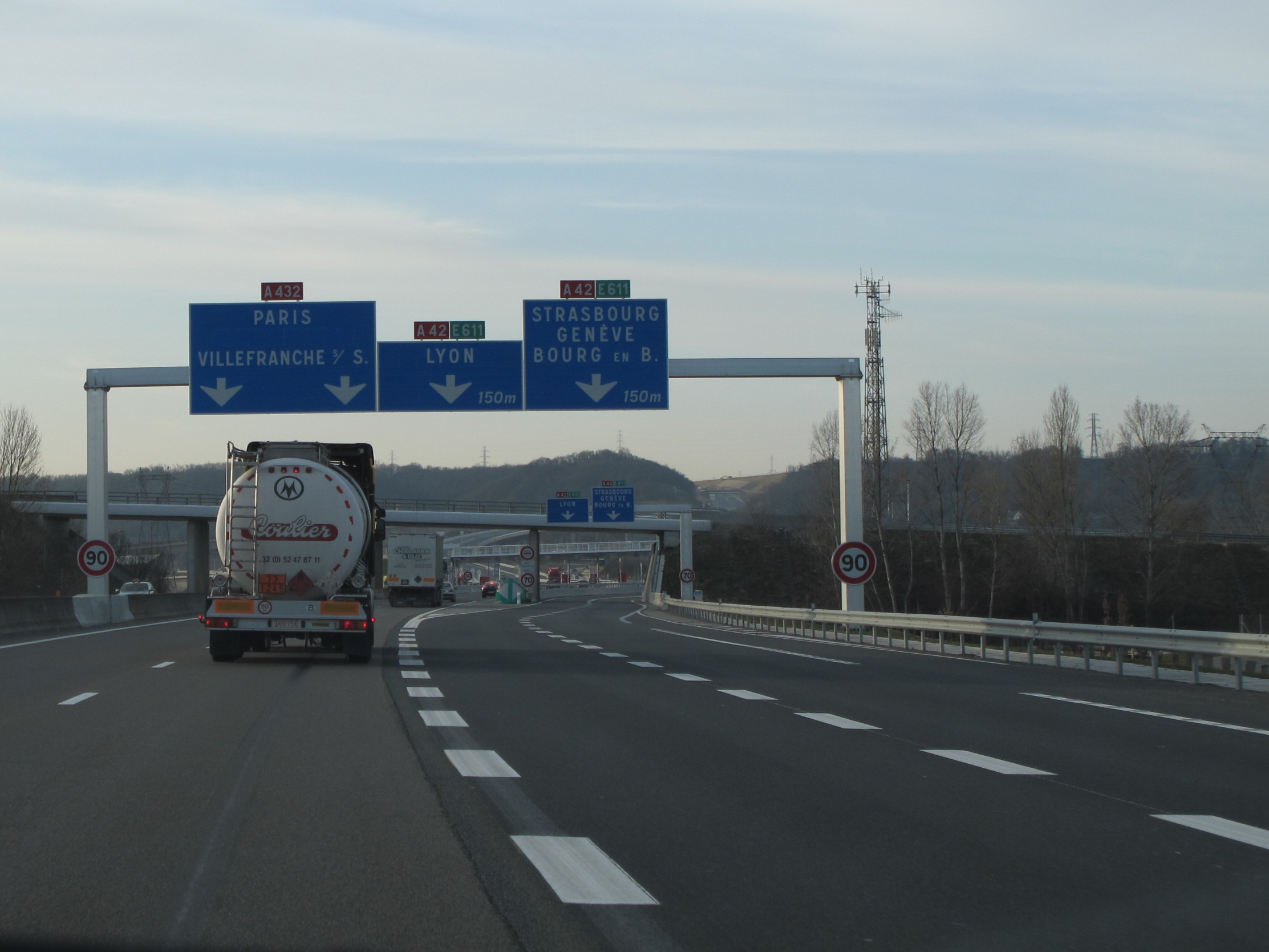
Bifurcation A432-A42, sens sud-nord.
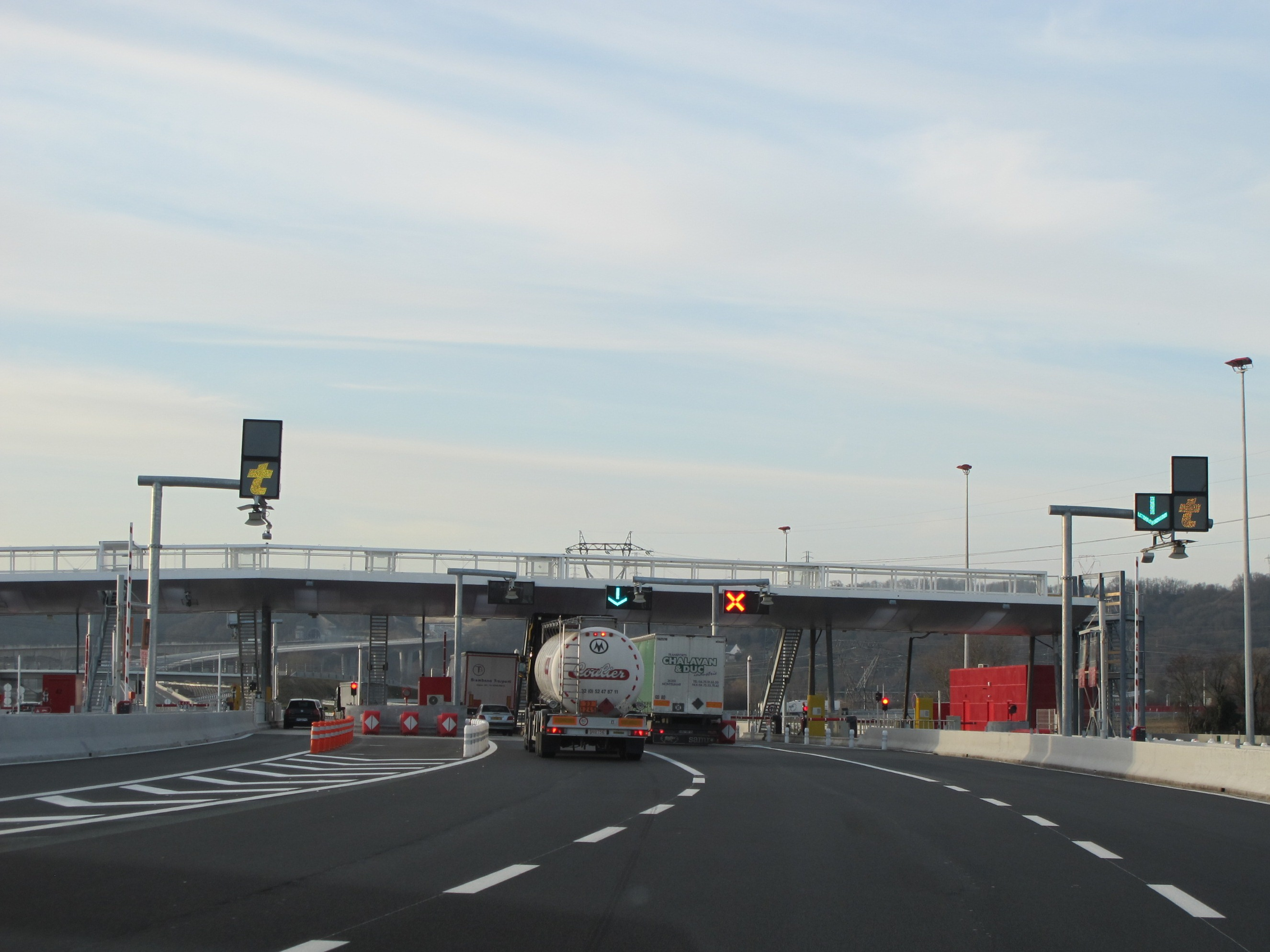
Barrière de péage de la Boisse.
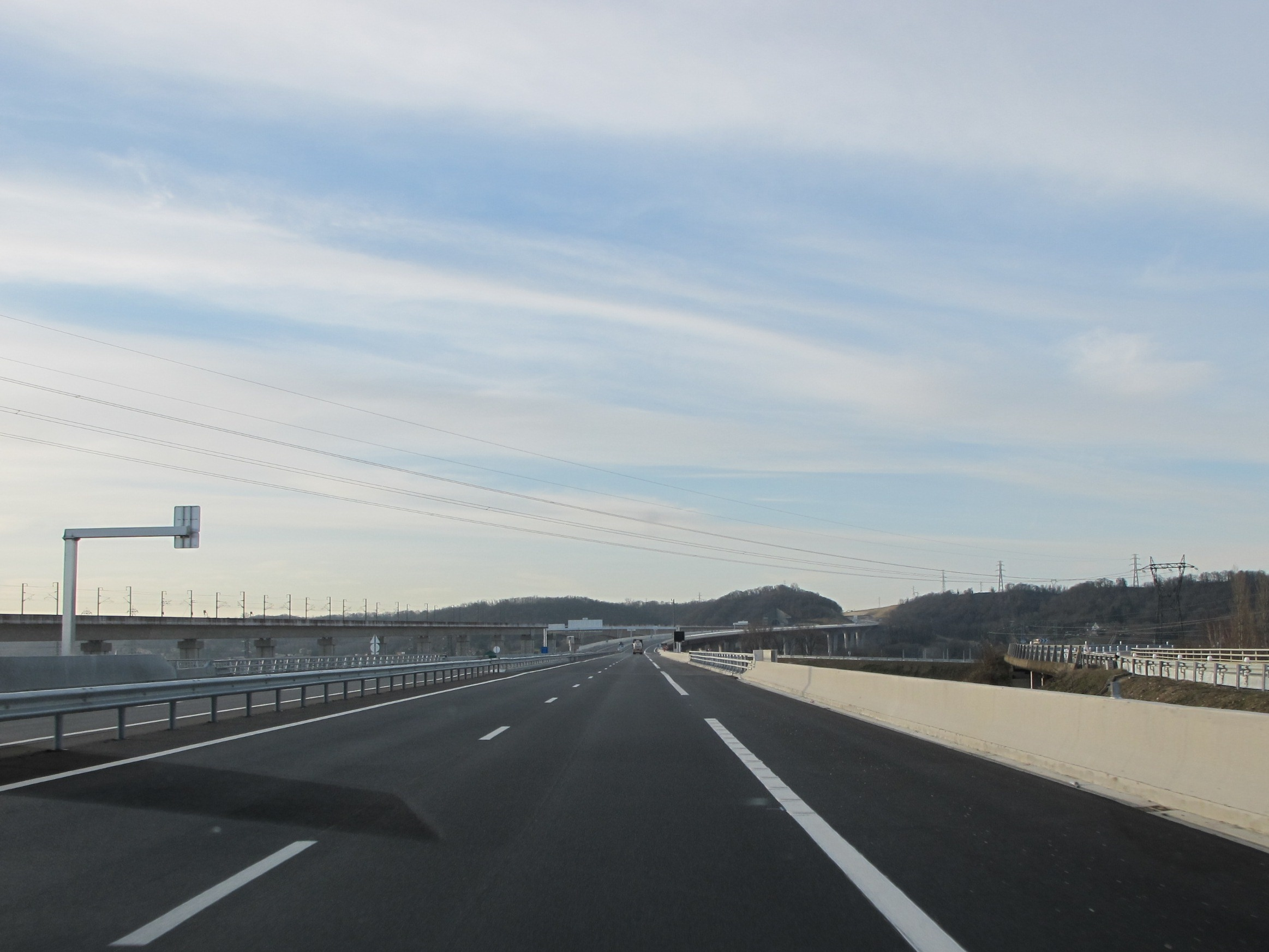
L'A432 longeant la ligne TGV de contournement de Lyon et le viaduc de La Côtière en arrière-plan.
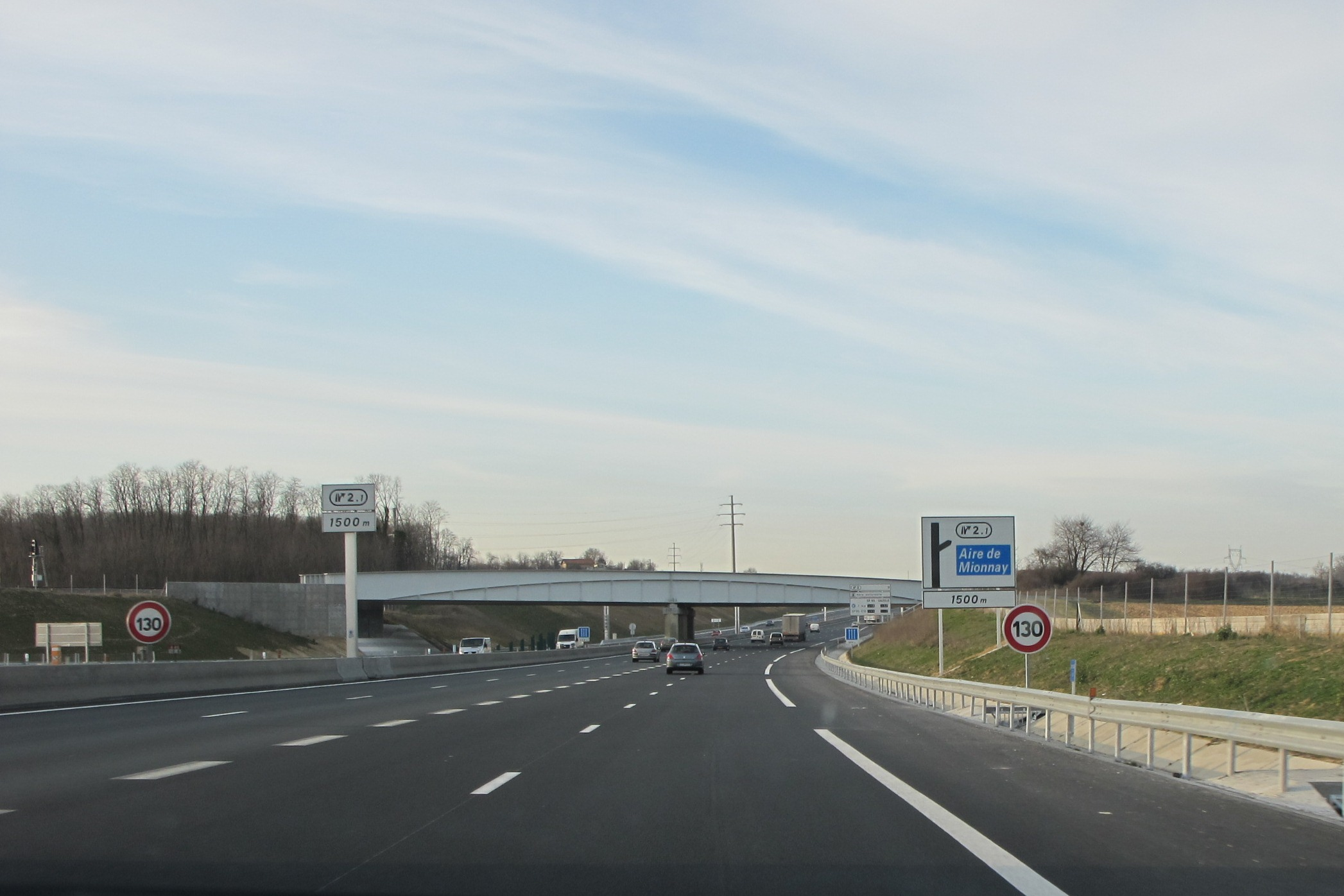
Raccordement de l'A432 à l'A46-nord.